# Tālivaldis (1983)
Tālivaldis (M-06), wcześniej Hr.Ms. „Dordrecht” (M852) – holenderski, a następnie łotewski niszczyciel min typu Tripartite (Alkmaar) z lat 80. XX wieku. Okręt ma wyporność pełną 595 ton, a jego napęd stanowi silnik wysokoprężny i dwa silniki elektryczne. Jednostka osiąga prędkość 15 węzłów i zasięg 3000 Mm, a jej główne wyposażenie przeciwminowe stanowią dwa pojazdy podwodne oraz trały.
Okręt został zwodowany 26 lutego 1983 roku w stoczni Van der Giessen-de Noord w Alblasserdam, a w skład Koninklijke Marine został wcielony 16 listopada 1983 roku. Jednostka została skreślona z listy holenderskiej floty 5 lipca 2000 roku, po czym została w 2007 roku sprzedana Łotwie i 4 kwietnia 2008 roku weszła do służby w Latvijas Jūras spēki. „Tālivaldis” nadal znajduje się w składzie łotewskiej floty (stan na 2022 rok).

## Projekt i budowa

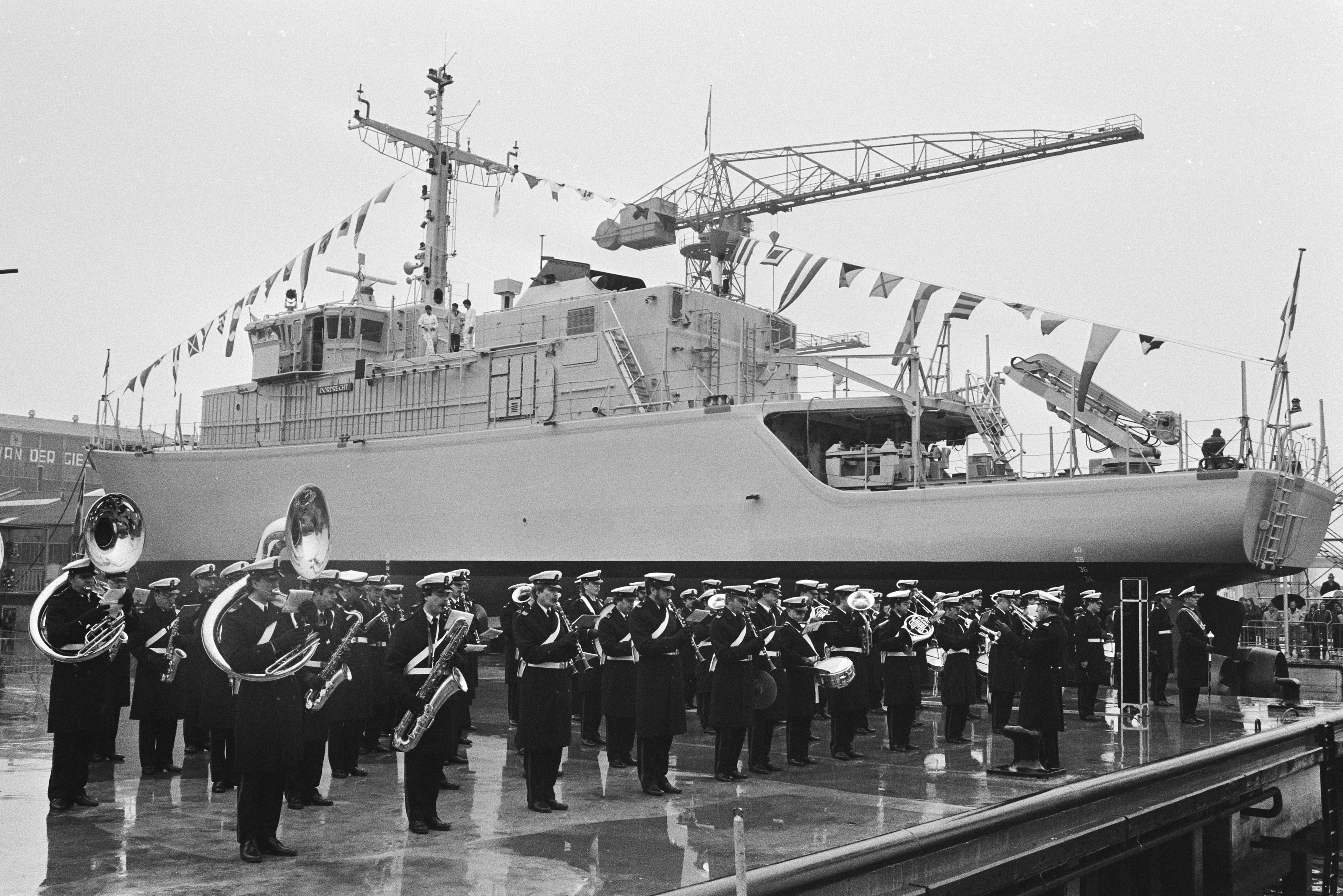
Uroczystość wodowania „Dordrechta”, 26 lutego 1983 roku

Rosnące zagrożenie minowe, spowodowane postępem technicznym w konstrukcji nowych typów min morskich sprawiło, że nastąpiła potrzeba zastąpienia służących do tej pory do ich zwalczania klasycznych trałowców. Nowa metoda zwalczania min została opracowana w Wielkiej Brytanii w drugiej połowie lat 60. XX wieku: zakładała ona wykrywanie i zlokalizowanie min przez odpowiednie sonary, a następnie ich selektywne niszczenie przy pomocy bezzałogowych pojazdów podwodnych. Początkowo system ten Brytyjczycy umieścili na kilkunastu zbudowanych w latach 50. trałowcach typu Ton z drewnianymi kadłubami, które po przebudowie dały początek klasie niszczycieli min.
Proces zaprojektowania i budowy nowych jednostek tej klasy był bardzo kosztowny, gdyż trzeba było nie tylko wybrać i wykonać odpowiedni małomagnetyczny materiał na kadłub jednostek, ale też wyposażyć je w zaawansowane systemy elektroniczne służące do wykrywania i niszczenia małych obiektów podwodnych. Stworzenie takiego okrętu było jednak dla krajów Europy Zachodniej koniecznością, gdyż na początku lat 70. w służbie flot NATO znajdowały się niemal wyłącznie przestarzałe trałowce (z wyjątkiem sześciu nowoczesnych jednostek typu Circé, wprowadzonych do służby w Marine nationale w latach 1969–1973). Aby rozłożyć koszty projektu nowych okrętów, współpracę nawiązały trzy państwa: Belgia, Francja i Holandia, stąd opracowany wspólnie projekt otrzymał nazwę Tripartite (pol. trójprzymierze). Projektanci trzech krajów razem stworzyli ogólną koncepcję okrętu oraz projekt jego kadłuba, bazując na rozwiązaniach zastosowanych w typie Circé; dalszy podział obowiązków zakładał opracowanie przez Belgów instalacji elektrycznej i systemu niszczenia min, Francuzi mieli zaprojektować wyposażenie trałowe i systemy elektroniczne, zaś domeną Holendrów była siłownia główna.
Niszczyciele min typu Tripartite zostały zaprojektowane w latach 1973–1976. Łącznie w latach 1977–1995 zbudowanych zostało 40 okrętów tego typu: 10 dla Belgii, 10 dla Francji (określane tam jako typ Éridan), 15 dla Holandii (nazwane typem Alkmaar) oraz trzy jednostki dla Pakistanu i dwie dla Indonezji. Kompleks sonarowy jest w stanie wykrywać miny oraz obiekty minopodobne z odległości do 500 metrów i na głębokości maksymalnie 80 metrów oraz określić ich położenie z dokładnością do 15 metrów (na małej głębokości obiektu) przy stanie morza 5, a także wykonywać tradycyjne zadania trałowania.
Przyszły „Dordrecht”, jeden z liczącej 15 okrętów serii holenderskich jednostek typu Tripartite, zbudowany został w stoczni Van der Giessen-de Noord w Alblasserdam pod numerem stoczniowym M852 . Aby umożliwić budowę jednostek typu Alkmaar, w stoczni powstała nowa hala montażowa o długości 144 metrów, szerokości 43 metrów i wysokości 23 metrów . Stępkę okrętu położono 5 stycznia 1981 roku, a zwodowany został 26 lutego 1983 roku. Jednostka otrzymała nazwę na cześć jednego z najważniejszych miast holenderskiej wojny o niepodległość w XVI wieku – Dordrecht . Koszt budowy okrętu wyniósł 75 milionów guldenów .

## Dane taktyczno-techniczne

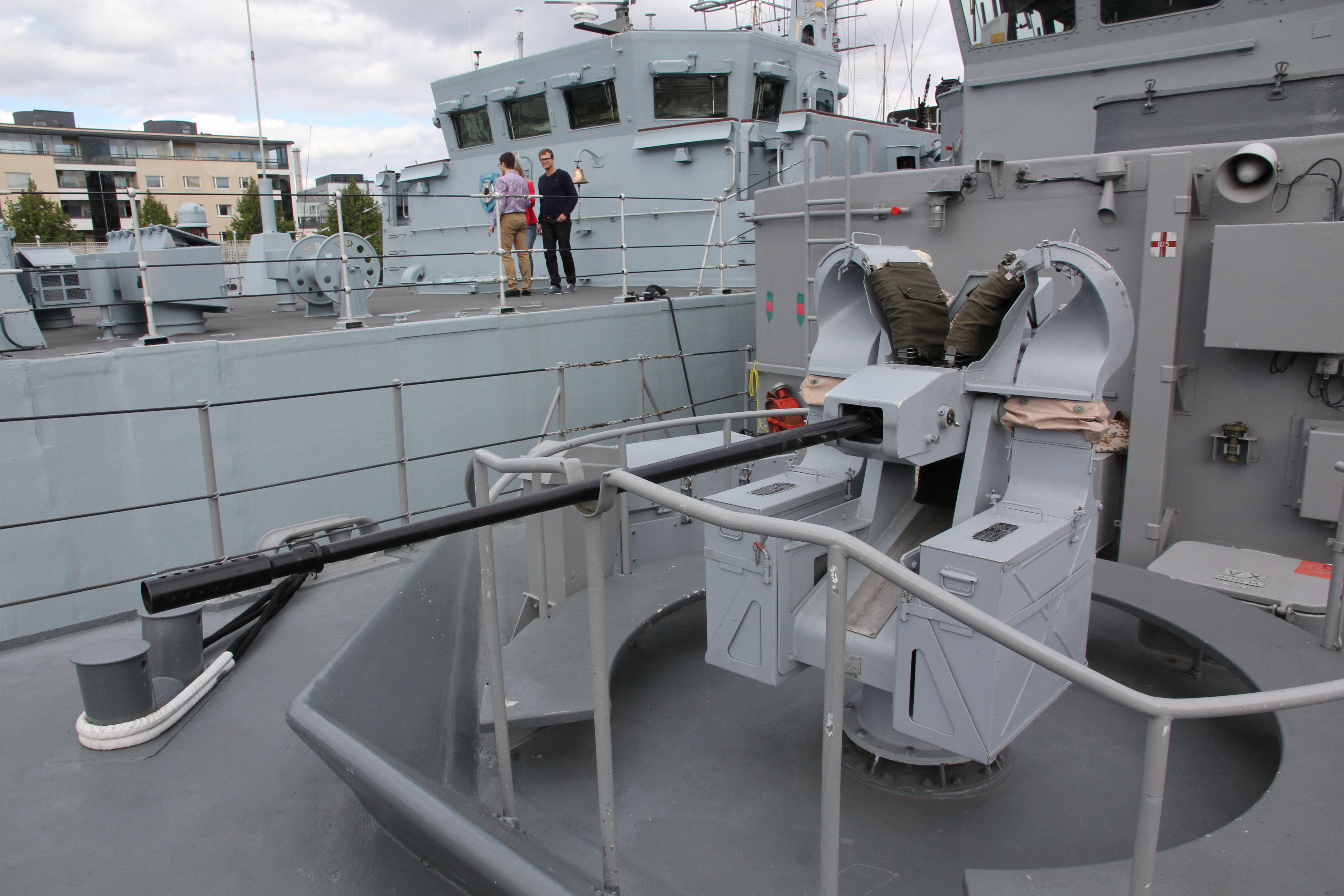
Armata automatyczna 20 mm Giat F2 na pokładzie „Tālivaldis”

Okręt jest niszczycielem min z kadłubem, pokładem i grodziami wykonanymi z laminatów poliestrowo-szklanych o łącznej masie 180 ton, w tym około 16 km tkaniny z włókna szklanego . Wewnątrz wyłożonego balsą kadłuba znajduje się szkielet usztywniający konstrukcję, z wzdłużnikami zwiększającymi odporność na podwodne wybuchy. Jednostka charakteryzuje się uniesionym dziobem i ciągłym pokładem głównym na przeważającej długości kadłuba, przechodzącym uskokiem do niskiej części rufowej. Na pokładzie znajduje się niska i długa nadbudówka, z pomostem bojowym w przedniej części; za pomostem umieszczony został maszt palowy, a za nim niski, zwężający się ku górze komin o ściętym wierzchołku. Na końcu nadbudówki zamontowany został drugi maszt z anteną łączności satelitarnej, a na pokładzie rufowym zainstalowano żurawik. Na rufie przewidziano też miejsce na kontener o masie 5 ton, przeznaczony na dodatkowe wyposażenie. Okręt wyposażony jest w aktywny system stabilizacji przechyłów, który tworzą wyposażone w silniki hydrauliczne zbiorniki paliwa w kształcie litery „V” oraz boczne stabilizatory. Autonomiczność okrętu wynosi 15 dób. Pomieszczenia okrętowe są klimatyzowane, a z udogodnień zainstalowano m.in. chłodnię i pralnię .
Długość całkowita wynosi 51,5 metra (47,1 metra między pionami), szerokość 8,9 metra i zanurzenie 2,5 metra (kadłuba, z opuszczonym sonarem sięga 3,8 metra) . Wyporność standardowa wynosi 562 tony, a pełna 595 ton. Główny napęd okrętu stanowi jeden silnik wysokoprężny Brons-Werkspoor A-RUB 215X-12 o mocy 1370 kW (1860 KM), napędzający pojedynczą śrubę o zmiennym skoku; na rufie znajdują się dwa stery z napędem elektrycznym. Napęd pomocniczy tworzą dwa silniki elektryczne ACEC o łącznej mocy 179 kW (240 KM) oraz dwa aktywne stery strumieniowe Schottel . Prędkość maksymalna okrętu wynosi 15 węzłów przy wykorzystaniu napędu głównego i 7 węzłów na silnikach elektrycznych. Zasięg jednostki wynosił 3000 Mm przy prędkości 12 węzłów.
Uzbrojenie artyleryjskie okrętu stanowi umieszczona w części dziobowej pojedyncza armata automatyczna kalibru 20 mm Giat 20F2 L/90 . Masa armaty z amunicją wynosi 470 kg, kąt podniesienia lufy od -15° do +60°, szybkostrzelność teoretyczna 720 strz./min, a donośność skuteczna od 1200 do 2000 metrów. Wyposażenie przeciwminowe stanowią dwa pojazdy podwodne PAP-104 oraz trał mechaniczny lekki i trał mechaniczny OD 3 Oropesa. Pojazdy podwodne PAP-104 (fr. Poisson Auto Propuise) mają długość 2,7 metra, szerokość 1,2 metra, wysokość 1,3 metra i masę 700 kg (w tym  przenoszony 100-kilogramowy materiał wybuchowy). Sterowane przewodowo mogą operować w odległości 500 metrów od okrętu na maksymalnej głębokości 300 metrów przy stanie morza 3; napędzane dwoma silnikami elektrycznymi mogą poruszać się z prędkością 5 węzłów i na jednym ładowaniu wykonać pięć trwających 20 minut akcji. Jednostka wyposażona została też w sprzęt do nurkowania, w tym w jednoosobową komorę dekompresyjną; w przypadku choroby dekompresyjnej nurka komora może zostać zabrana z pokładu przy pomocy śmigłowca .
Wyposażenie radioelektroniczne obejmowało początkowo radar nawigacyjny Racal-Decca 1229C i podkadłubowy sonar Thomson Sintra DUBM 21A, system wyznaczania pozycji Decca HI-FIK-6, system dowodzenia EVEC-20 oraz systemy radionawigacyjne Toran i Syledis.
W zależności od wykonywanych zadań załoga okrętu liczyła od 29 do 42 osób.

## Służba

### Holandia

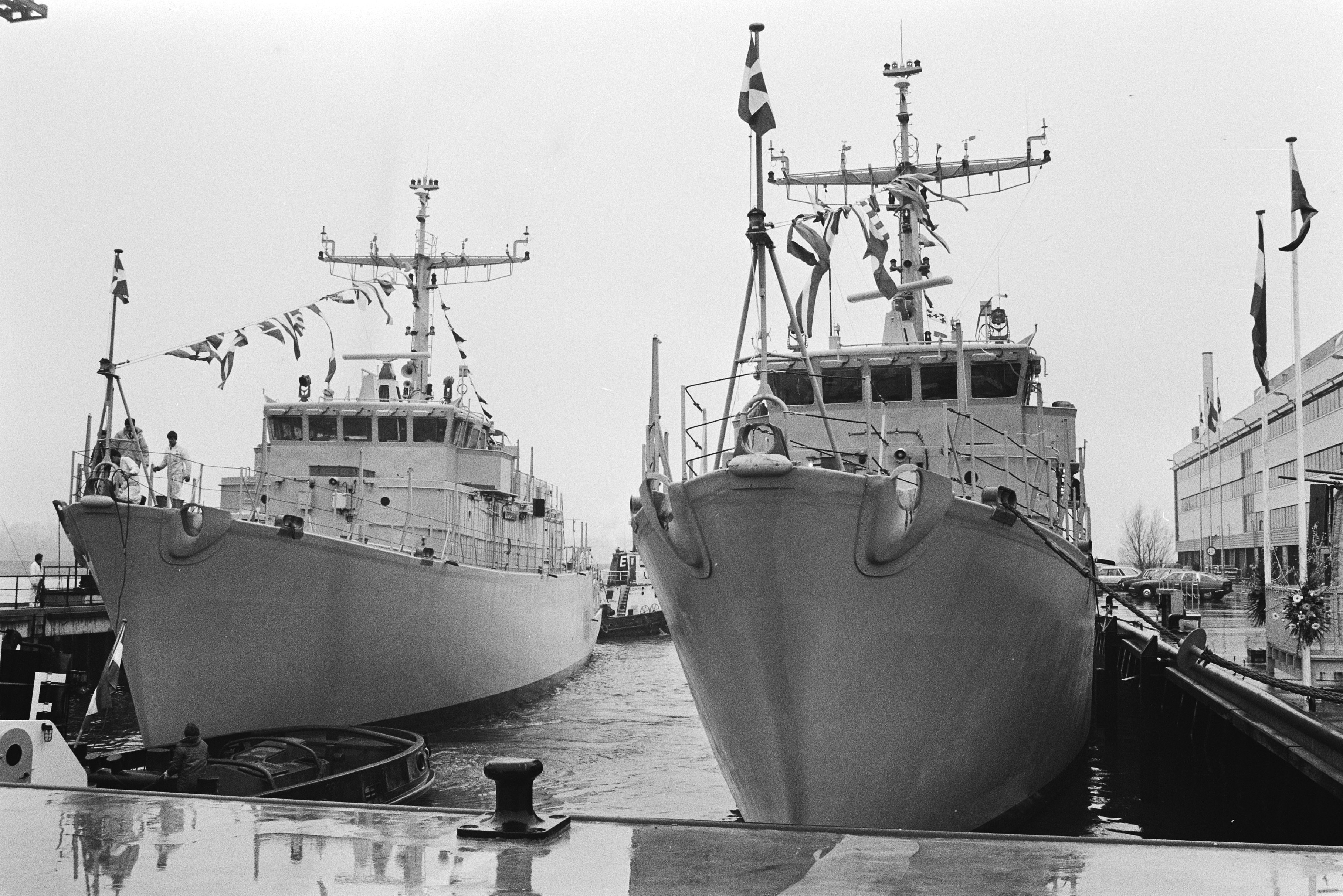
„Dordrecht” i „Delfzijl” w 1983 roku

Hr.Ms. „Dordrecht” został wcielony w skład Koninklijke Marine 16 listopada 1983 roku, otrzymując numer taktyczny M852. Głównym rejonem działania jednostki było Morze Północne i Bałtyckie, a oprócz zadań zwalczania zagrożenia minowego okręt realizował także misje patrolowe . Hr.Ms. „Dordrecht” został wycofany ze służby 5 lipca 2000 roku z powodu cięć budżetowych .

### Łotwa
We wrześniu 2005 roku Holandia zawarła, opiewający na kwotę 69,4 mln dolarów, kontrakt na sprzedaż Łotwie pięciu wycofanych ze służby niszczycieli min („Dordrecht”, „Alkmaar”, „Delfzijl”, „Harlingen” i „Scheveningen”). Po przeprowadzeniu remontu i zmianie wyposażenia (m.in. wymianie radarów na modele Furuno FR-2115 i Consilium Selesmar MM 950 oraz dodaniu uzbrojenia w postaci dwóch wkm kalibru 12,7 mm) okręt został wcielony do służby w Latvijas Jūras spēki 4 kwietnia 2008 roku pod nazwą „Tālivaldis” (numer taktyczny M-06) . Etatowa załoga okrętu w służbie łotewskiej liczy 44 osoby . W 2009 roku okręt po raz pierwszy został przyjęty do składu Stałego Zespołu Sił Obrony Przeciwminowej NATO (SNMCMG1) . Od 10 do 21 czerwca 2013 roku „Tālivaldis” wziął udział w 41. edycji międzynarodowych ćwiczeń sił morskich państw NATO BALTOPS 2013 . Między 9 a 22 maja jednostka wzięła udział w międzynarodowej operacji przeciwminowej „Open Spirit 2014”, która miała miejsce w Cieśninie Irbe (m.in. wraz z polskim niszczycielem min ORP „Flaming”) . Od 7 sierpnia do 31 grudnia 2014 roku dowodzony przez kmdra por. Armandsa Grebežsa okręt operował w składzie Stałego Zespołu Sił Obrony Przeciwminowej NATO (SNMCMG1), uczestnicząc na przełomie sierpnia i września w przeprowadzonych na wodach fińskich międzynarodowych ćwiczeniach „Northern Coasts 2014” oraz „Joint Warrior 14/2” w Wielkiej Brytanii  . Kolejną, sześciomiesięczną turę służby w Stałym Zespole Sił Obrony Przeciwminowej NATO (SNMCMG1) jednostka rozpoczęła 1 lipca 2015 roku . 

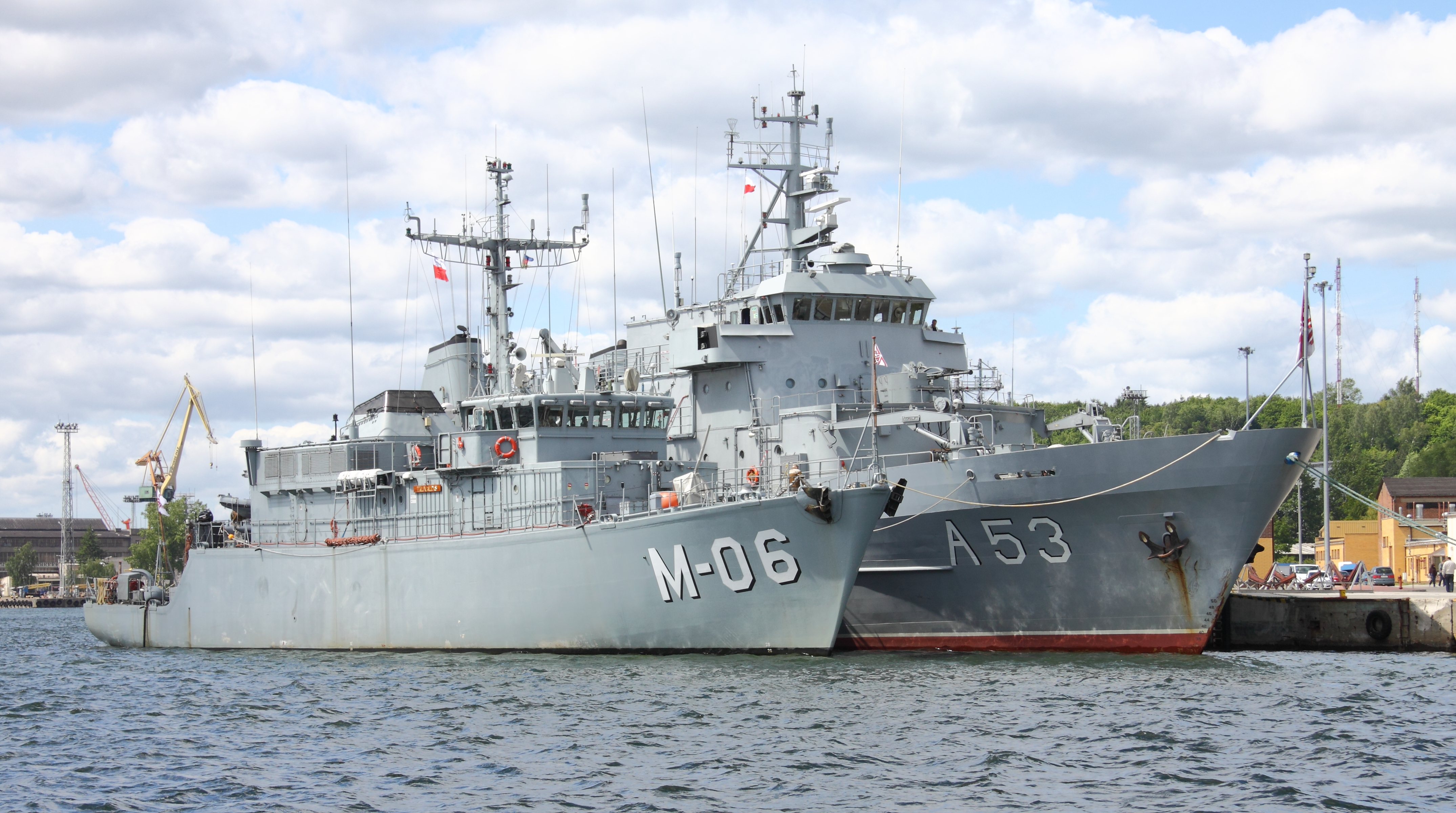
„Tālivaldis” zacumowany przy burcie okrętu dowodzenia siłami przeciwminowymi „Virsaitis” w 2012 roku

Od 3 października do 6 listopada 2015 roku „Tālivaldis” brał udział w manewrach sił NATO pod kryptonimem „Trident Juncture 2015”, które odbyły się w Hiszpanii, Włoszech i Portugalii . Między 6 a 13 maja 2016 roku „Tālivaldis” i „Imanta” wraz z okrętem zaopatrzenia i dowodzenia „Varonis” uczestniczyły w corocznych międzynarodowych ćwiczeniach morskich państw bałtyckich „Baltic Fortress 2016”, a następnie (od 16 a 27 maja) okręt reprezentował flotę łotewską w przeprowadzonej na wodach litewskich operacji przeciwminowej „Open Spirit 2016”  . Od 3 do 18 czerwca „Tālivaldis” wziął udział w 44. edycji ćwiczeń sił morskich NATO BALTOPS 2016, kończąc je podczas tradycyjnego Tygodnia Kilońskiego . W dniach od 16 do 22 sierpnia na Litwie okręt uczestniczył w ćwiczeniach BALTRON „Squadex II 2016” . Od 3 do 13 kwietnia 2017 roku niszczyciele min „Tālivaldis”, „Imanta” i „Rūsiņš” wzięły udział w ćwiczeniach BALTRON „Squadex 1 2017” . 11 kwietnia, w obecności ministra obrony oraz dowódców sił zbrojnych i marynarki Łotwy, na wodach Zatoki Ryskiej odbyła się uroczysta parada floty z okazji 25. rocznicy odnowienia Marynarki Wojennej, w której uczestniczył m.in. „Tālivaldis” .
Od 11 do 25 maja 2018 roku „Tālivaldis” reprezentował flotę łotewską w przeprowadzonej u wybrzeży Estonii operacji przeciwminowej „Open Spirit 2018” . Następnie okręt wziął udział w 46. ćwiczeniach sił morskich NATO BALTOPS 2018, które przeprowadzono w dniach 31 maja – 16 czerwca oraz ćwiczeniach BALTRON pod nazwą „Squadex 18/2” (10–16 sierpnia)  . W dniach 17–18 listopada z okazji 100. rocznicy niepodległości Łotwy niszczyciele min „Tālivaldis” i „Rūsiņš” oraz okręt wsparcia i dowodzenia „Virsaitis” udostępnione zostały w Rydze do zwiedzania . Od 25 marca do 12 kwietnia 2019 roku „Tālivaldis” i „Virsaitis” uczestniczyły w ćwiczeniach BALTRON „Baltic MCM Squadex 2019/1” . Między 1 sierpnia a 18 grudnia „Tālivaldis” pod dowództwem kmdra por. Denissa Jeļcovsa operował w składzie SNMCMG1, biorąc udział w ćwiczeniach wojskowych (m.in. w dniach 4–14 listopada w ćwiczeniach sił obrony przeciwminowej „Hod ops” przeprowadzonych w Cieśninie Irbe, wraz z „Rūsiņš” i „Virsaitis”) i operacjach niszczenia min; w trakcie tej służby okręt zlokalizował i zneutralizował osiem min z czasów II wojny światowej  . W dniach 16–18 listopada, w ramach obchodów 101. rocznicy proklamowania Republiki Łotwy i stulecia Armii Łotewskiej, „Tālivaldis” wraz z siostrzanym „Rūsiņš” udostępnione były do zwiedzania w porcie w Rydze . W dniach od 4 do 14 maja 2020 roku w Cieśninie Irbe „Tālivaldis”, „Rūsiņš” i „Virsaitis” wzięły udział w operacji przeciwminowej „Open Spirit 2020” . Od 7 do 16 czerwca „Tālivaldis” uczestniczył w 49. międzynarodowych ćwiczeniach NATO BALTOPS 2020, a następnie (od 9 do 14 sierpnia) w przeprowadzonych na wodach łotewskich ćwiczeniach BALTRON „Squadex 20/2”  . Między 2008 a 2020 rokiem jednym z łotewskich dowódców okrętu był kmdr por. Kaspars Miezītis . 
W dniach 15 marca – 1 kwietnia 2021 roku „Tālivaldis” i „Varonis” uczestniczyły w przeprowadzonych na bałtyckich wodach terytorialnych Danii i Niemiec międzynarodowych ćwiczeniach wojskowych „Baltic MCM EX 2021”, a następnie w 50. edycji BALTOPS 2021 oraz „Baltic Fortress 2021” (6–18 czerwca)  . Od 14 marca do 1 kwietnia 2022 roku jednostka wzięła udział w organizowanych przez Deutsche Marine na Bałtyku międzynarodowych ćwiczeniach wojskowych „Baltic MCM Squadex 22”, a 9 kwietnia, w obecności prezydenta Egilsa Levitsa oraz ministra obrony, w pobliżu Lipawy uczestniczył w uroczystej paradzie floty z okazji 30. rocznicy odnowienia Marynarki Wojennej  . W dniach 6–20 maja w Kłajpedzie „Tālivaldis” uczestniczył w operacji „Open Spirit 2022” (m.in. wraz z polskim niszczycielem min ORP „Kormoran”) . Od 23 do 29 maja „Tālivaldis” i „Viesturs” wzięły udział w corocznych ćwiczeniach marynarki łotewskiej pod kryptonimem „Baltic Fortress 22” . Nie wiadomo, czy „Tālivaldis” został objęty prowadzoną od 2022 roku przez francuską firmę Exail modernizacją, dzięki której trzy z pięciu łotewskich niszczycieli min otrzymało zintegrowane systemy zarządzania walką przeciwminową MINTACS i UMISOFT oraz nowe wyposażenie do zwalczania min: pojazd podwodny A18-M, dwa systemy identyfikacji min SeaScan Mark 2 oraz 10 robotów podwodnych (systemów obrony przeciwminowej) K-STER C  . Okręt nadal znajduje się w składzie łotewskiej floty (stan na 2022 rok)  .